# Heaven - Best of Ballads 2
Heaven - Best of Ballads 2 è la terza raccolta della rock band svizzera Gotthard, pubblicata nel novembre del 2010 dalla Nuclear Blast. L'uscita è avvenuta quasi due mesi dopo la morte del cantante del gruppo, Steve Lee, in un incidente stradale. La copertina è in un elegante nero per ricordare la scomparsa dello sfortunato frontman.
Quest'album rappresenta il seguito della raccolta One Life One Soul - Best of Ballads uscita nel 2002, raccogliendo principalmente ballate contenute negli album pubblicati dalla band tra il 2005 e il 2009. Sono inoltre presenti l'inedito What Am I (proveniente dalle sessioni dell'album Need to Believe) e due rivisitazioni in chiave acustica dei brani Have a Little Faith e Falling.
L'album ha riscosso immediato successo e ha mantenuto il primo posto della classifica svizzera per cinque settimane totali.

## Tracce
1. Heaven – 4:30 (Steve Lee, Leo Leoni, Chris von Rohr)
2. What Am I – 3:52 (Lee, Leoni) – Inedito
3. Where Is Love When It's Gone – 4:04 (Lee, Leoni, Fredrik Thomander, Anders Wikström)
4. Need to Believe – 3:57 (Lee, Leoni)
5. One Life, One Soul – 3:58 (Lee, Leoni, von Rohr)
6. The Call – 3:55 (Lee, Leoni, Freddy Scherer)
7. Don't Let Me Down – 4:14 (Lee, Leoni)
8. Nothing Left at All – 3:56 (Lee, Leoni, Scherer)
9. Unconditional Faith – 3:36 (Lee, Leoni, Scherer, Richard Chycki)
10. Have a Little Faith (Special Piano Version) – 3:45 (Steve Lee, Leo Leoni, Marc Tanner)
11. Tears to Cry – 4:21 (Lee, Nicolò Fragile)
12. Everything I Want – 4:33 (Lee, Leoni)
13. I've Seen an Angel Cry – 4:47 (Lee, Leoni, Mary Susan Applegate)
14. Tomorrow's Just Begun – 4:02 (Lee, Leoni)
15. Falling (Special Acoustic Version) – 3:12 (Leoni)
16. And Then Goodbye – 3:28 (Leoni)
17. Merry X-Mas – 5:23 (Lee, Leoni)

## Formazione
- Steve Lee – voce
- Leo Leoni – chitarre
- Freddy Scherer – chitarre
- Mandy Meyer – chitarre (tracce 1, 17)
- Marc Lynn –  basso
- Hena Habegger –  batteria

Altri musicisti
- Nicolò Fragile – tastiere (tracce 4, 5, 7, 8, 9, 11, 12, 13, 14)
- Lino Rigamonti – fisarmonica (traccia 3)
- Flavio Hochtrasser – cori (traccia 3)
- Chris von Rohr – piano (traccia 1)

## Classifiche

### Classifiche settimanali
| Classifica (2010) | Posizione massima |
| ----------------- | ----------------- |
| Germania          | 82                |
| Giappone          | 143               |
| Svizzera          | 1                 |

### Classifiche di fine anno
| Classifica (2010) | Posizione |
| ----------------- | --------- |
| Svizzera          | 6         |
| Classifica (2011) | Posizione |
| Svizzera          | 11        |